# Stanislaus Kobierski
Stanislaus Kobierski (ur. 15 listopada 1910, zm. 18 listopada 1972) – niemiecki piłkarz polskiego pochodzenia, napastnik. Brązowy medalista MŚ 34.
Jego rodzice pochodzili z Lennowa, do centrum Niemiec trafili przed I wojną światową w poszukiwaniu pracy.
W reprezentacji Niemiec zagrał 26 razy i strzelił 9 bramek. Debiutował 27 września 1931 w meczu z Danią, ostatni raz zagrał w 1941. Podczas MŚ 34 wystąpił w trzech meczach, strzelił 1 gola. Niemcy wygrały 5:2 z Belgią w pierwszej rundzie mistrzostw świata, a Kobierski zdobył pierwszego gola dla Niemiec w finałach. Był wówczas piłkarzem Fortuny Düsseldorf, w 1933 został mistrzem kraju.
Jesienią 1941 roku został oddelegowany od klubu sportowego policji w Berlinie do klubu sportowego SS i policji niemieckiej w okupowanej Warszawie. Pod koniec II wojny światowej został sowieckim jeńcem wojennym. Musiał wykonywać prace przymusowe w kopalni na kole podbiegunowym. W 1949 roku został zwolniony z niewoli i mógł powrócić do Niemiec Zachodnich.